# Chaenothecopsis
Chaenothecopsis Vain. (trzoneczniczka) – rodzaj grzybów z rodziny Mycocaliciaceae. Niektóre gatunki zaliczane są do grupy grzybów naporostowych.

## Systematyka i nazewnictwo
Pozycja w klasyfikacji według Index Fungorum: Mycocaliciaceae, Mycocaliciales, Mycocaliciomycetidae, Eurotiomycetes, Pezizomycotina, Ascomycota, Fungi.
Synonimy nazwy naukowej: Chaenotheciella Räsänen, Pseudocalicium Marchand, Strongyleuma Vain.
Nazwa polska według W. Fałtynowicza.

## Gatunki występujące w Polsce
- Chaenothecopsis consociata (Nádv.) A.F.W. Schmidt 1970[4] – trzoneczniczka towarzyska
- Chaenothecopsis epithallina Tibell 1975 – trzoneczniczka naplechowa
- Chaenothecopsis exserta (Nyl.) Tibell 1984[4] – trzoneczniczka ścienna
- Chaenothecopsis gracilis Nádv. 1935[4] – trzoneczniczka wysmukła
- Chaenothecopsis nigra Tibell 1987– trzoneczniczka czarna
- Chaenothecopsis nigropedata Tibell 1987 – trzoneczniczka czarnostopa
- Chaenothecopsis pusilla (Ach.) A.F.W. Schmidt 1970 – trzoneczniczka drobna
- Chaenothecopsis pusiola (Ach.) Vain. 1927 – trzoneczniczka malutka
- Chaenothecopsis rubescens Vain. 1927 – trzoneczniczka czerwonawa
- Chaenothecopsis savonica (Räsänen) Tibell 1984 – trzoneczniczka rozsypana
- Chaenothecopsis treicheliana (Stein) Kalb 1983[4] – trzoneczniczka śląska
- Chaenothecopsis viridialba (Kremp.) A.F.W. Schmidt 1970 – trzoneczniczka bladozielona
- Chaenothecopsis viridireagens (Nádv.) A.F.W. Schmidt 1970 – trzoneczniczka zieleniejąca

Nazwy naukowe na podstawie Index Fungorum. Nazwy polskie według W. Fałtynowicza.